# Vývoj evropské migrační krize v listopadu 2015
V listopadu 2015 začal počet migrantů mířících do Evropy mírně klesat, přesto však činila takzvaná evropská migrační krize značný problém pro všechny státy ležící na hlavních migračních trasách.

## Vývoj krize v listopadu 2015

### Vývoj krize v první části měsíce

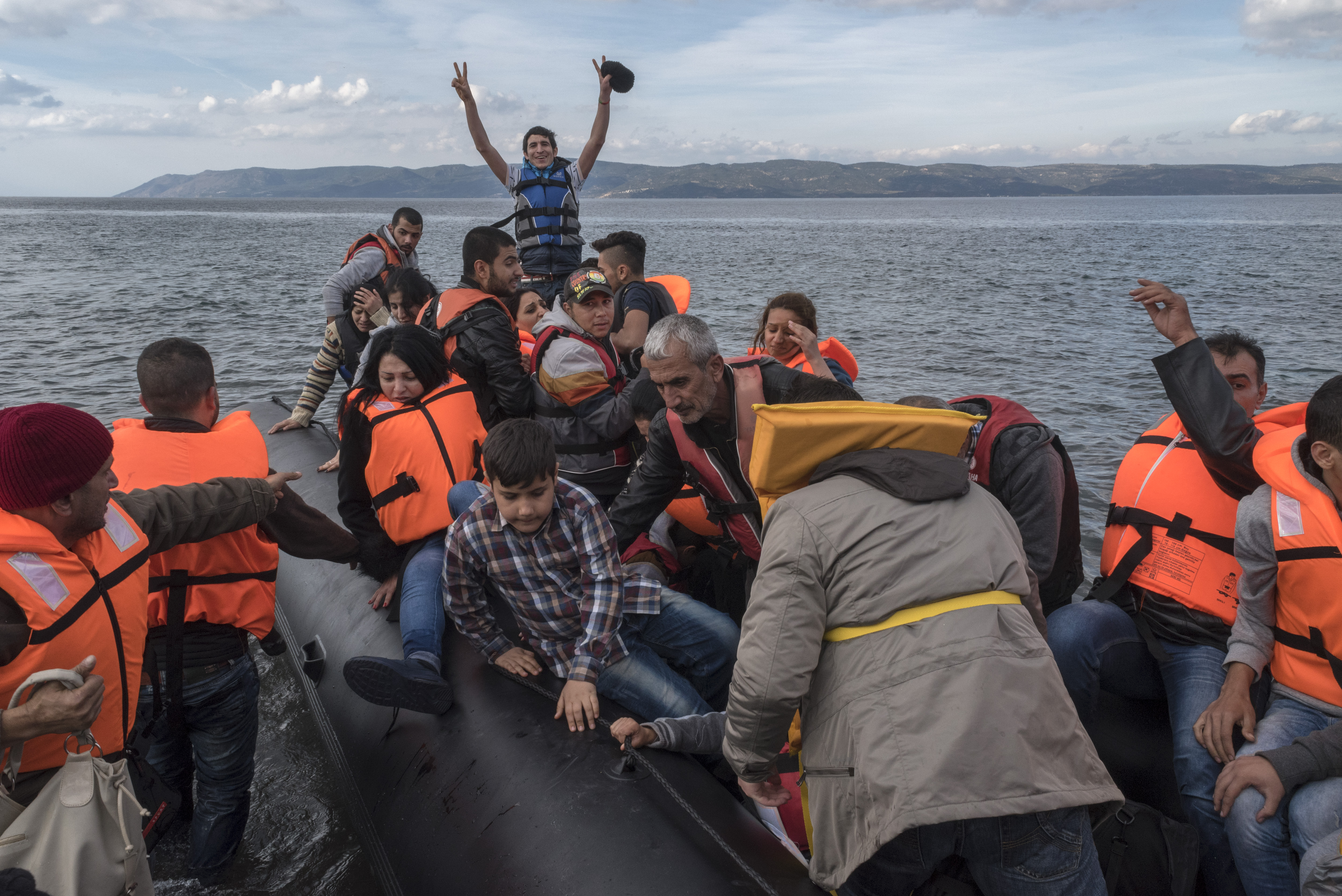
Migranti na Balkánské migrační trase, Řecko

Ačkoliv početné předpovědi očekávaly pokles počtu příchozích migrantů především po tzv. Balkánské trase kvůli začínajícímu zimnímu období v Evropě, statistická čísla naopak ukázala, že počet přicházejících neklesal. Důvodem pro stále rostoucí počet lidí, kteří se chtěli dostat do Evropy, byla jednak obava z blížící se zimy, jednak špatná situace v uprchlických táborech zemí Blízkého východu a v Turecku.
Většina migrantů na Balkánské trase v průběhu měsíce listopadu cestovala z řecké Soluně přes severomakedonská hraniční města Gevgelija a Tabanovce do srbského Preševa a odtud dál do Berkasova. V Chorvatsku byli přijati v záchytném táboře Opatovac. Špatné podmínky na improvizovaném srbsko-chorvatském hraničním přechodu vyřešila chorvatská vláda otevřením záchytného tábora ve Slavonském Brodu a vypravováním mimořádných vlaků do Slovinska. Dne 3. listopadu kvůli vážné situaci ve Slovinsku rozhodla česká vláda o vyslání 20 policistů a 27 vojáků do této země, jejíž vláda o to kvůli kritické situaci v okolí slovinsko-chorvatských hranic požádala.
Evropská unie začala v malé míře uplatňovat tzv. uprchlické kvóty ve snaze ulehčit Německu, Švédsku, Itálii a Řecku, kde se nacházelo na podzim nejvíce žadatelů o azyl. V prvních dnech měsíce listopadu bylo několik desítek lidí převezeno nejprve do Lucemburska. Odpor proti kvótám ze zemí střední a východní Evropy však neustával; političtí představitelé Maďarska se rozhodli přidat se ke Slovensku v žalobě na systém kvót a podali žalobu k soudnímu dvoru EU. Pod tlakem uprchlické krize se některé evropské země rozhodly zpřísnit pravidla pro azylovou politiku, především Německo, Rakousko a v neposlední řadě i Česká republika. Dne 11. listopadu zahájili nelegální imigranti v českém detenčním zařízení v Drahonicích protestní hladovku proti dodržování platných mezinárodních smluv ohledně přistěhovalectví. Hladovku po několika dnech ukončili se zdůvodněním, že tímto způsobem chtějí vyjádřit solidaritu s oběťmi teroristických útoků v Paříži ze 13. listopadu 2015.
Teroristické útoky v Paříži, při nichž bylo 13. listopadu 2015 zabito 130 lidí a další stovky byly zraněny, zdůraznily bezpečnostní rizika migrační krize, která se potvrdila zejména po zjištění, že se na útocích podíleli lidé, kteří přišli jako migranti přes Řecko. Polsko v reakci na to prohlásilo, že nebude respektovat rozhodnutí EU o kvótách a žádné migranty k přerozdělení nepřijme. Předseda Evropské komise Jean-Claude Juncker se soustředil spíše na varování, aby tyto obavy nepřerostly v zaujatost proti migrantům. Naproti tomu celá řada politiků začala zdůrazňovat bezpečnostní rizika krize a nutnost masovou imigraci omezit a obnovit bezpečnost. Mezi nimi např. český premiér Bohuslav Sobotka, který Junckerovo vyjádření zkritizoval jako nedostatečné a prohlásil, že pokud nebude obnovena kontrola nad vnější schengenskou hranicí, budou si ji muset jednotlivé státy zajišťovat samy.
Dne 17. listopadu potvrdila maďarská vláda podání žaloby na uprchlické kvóty k Evropskému soudnímu dvoru. V závěru listopadu oznámila Evropská komise plán na přemístění asi 400 000 běženců z tureckých uprchlických táborů do EU; účast členských států měla být dobrovolná.

### Postupné uzavírání hranic

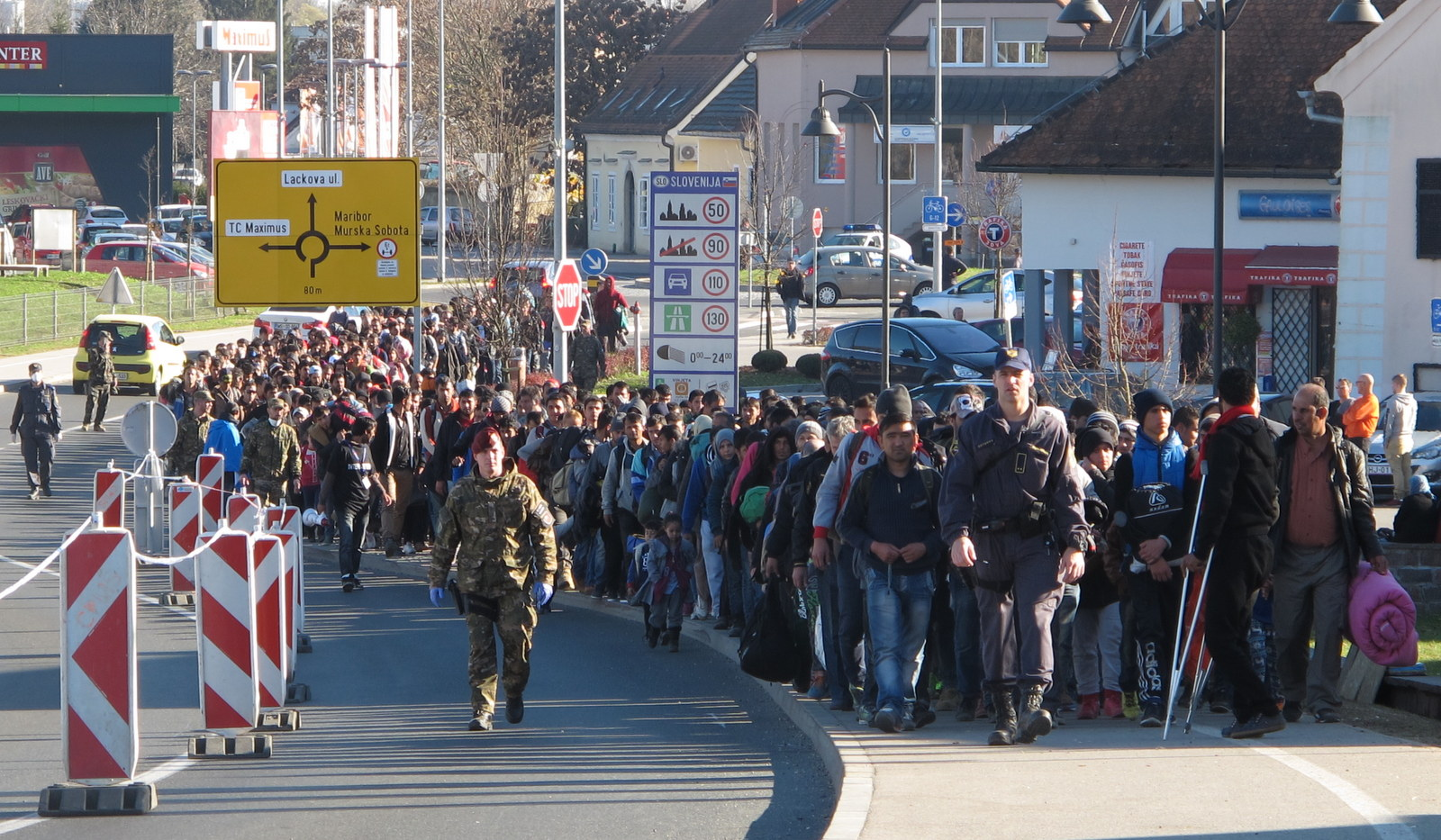
Slovinsko-rakouské hranice, listopad 2015

V polovině listopadu již počet lidí, kteří překročili Středozemní a Egejské moře při cestě do Evropy, dosáhl počtu 800 tisíc, což byl čtyřnásobek ve srovnání se stejným obdobím roku 2014. Značná většina, více než 600 000 migrantů, se do Evropy dostala přes Egejské moře a Řecko z Turecka, menší část pak ze severní Afriky přes Středozemní moře do Itálie.
Dne 11. listopadu rozhodla německá vláda, že z důvodu naplněných uprchlických kapacit se vrátí k dodržování dublinské úmluvy a bude se snažit vracet příchozí ekonomické migranty bez právního nároku na azyl do zemí, odkud přišli do EU tak, jak to úmluva stanovuje. Skončilo tím období trvající od srpna 2015, kdy se německá vláda v čele s kancléřkou Angelou Merkelovou rozhodla zvolit politiku otevřených dveří a dublinský systém kvůli velkému počtu žadatelů o azyl neuplatňovala. Rozhodnutí německé vlády zpřísnit pravidla pro přijímání uprchlíků a ekonomických migrantů bylo přijato nedlouho poté, co se v médiích objevily informace o sporech ve vládě Angely Merkelové ohledně imigrační politiky.
Švédsko se rozhodlo pod vlivem velmi vysokého počtu nově příchozích imigrantů zavést dne 11. listopadu ve večerních hodinách hraniční kontroly na společné hranici s Dánskem (na mostě Öresundbron) a v přístavech, kam připlouvají lodě z Německa. Švédští političtí představitelé také zopakovali apel na větší solidaritu evropských zemí se Švédskem (a eventuálně i Německem), neboť obě tyto země jsou kvůli vlastní vstřícné přistěhovalecké politice nejčastějším cílem uprchlíků a migrantů. Hraniční kontroly začaly platit na jižní hranici v poledne dne 12. listopadu. Původně měly být platné pouhých 10 dnů, nicméně v souvislosti s teroristickými útoky v Paříži, ke kterým došlo jen den po zavedení hraničních kontrol, byla jejich platnost prodloužena a tamní vláda také rozhodla o zpřísnění imigrační politiky.

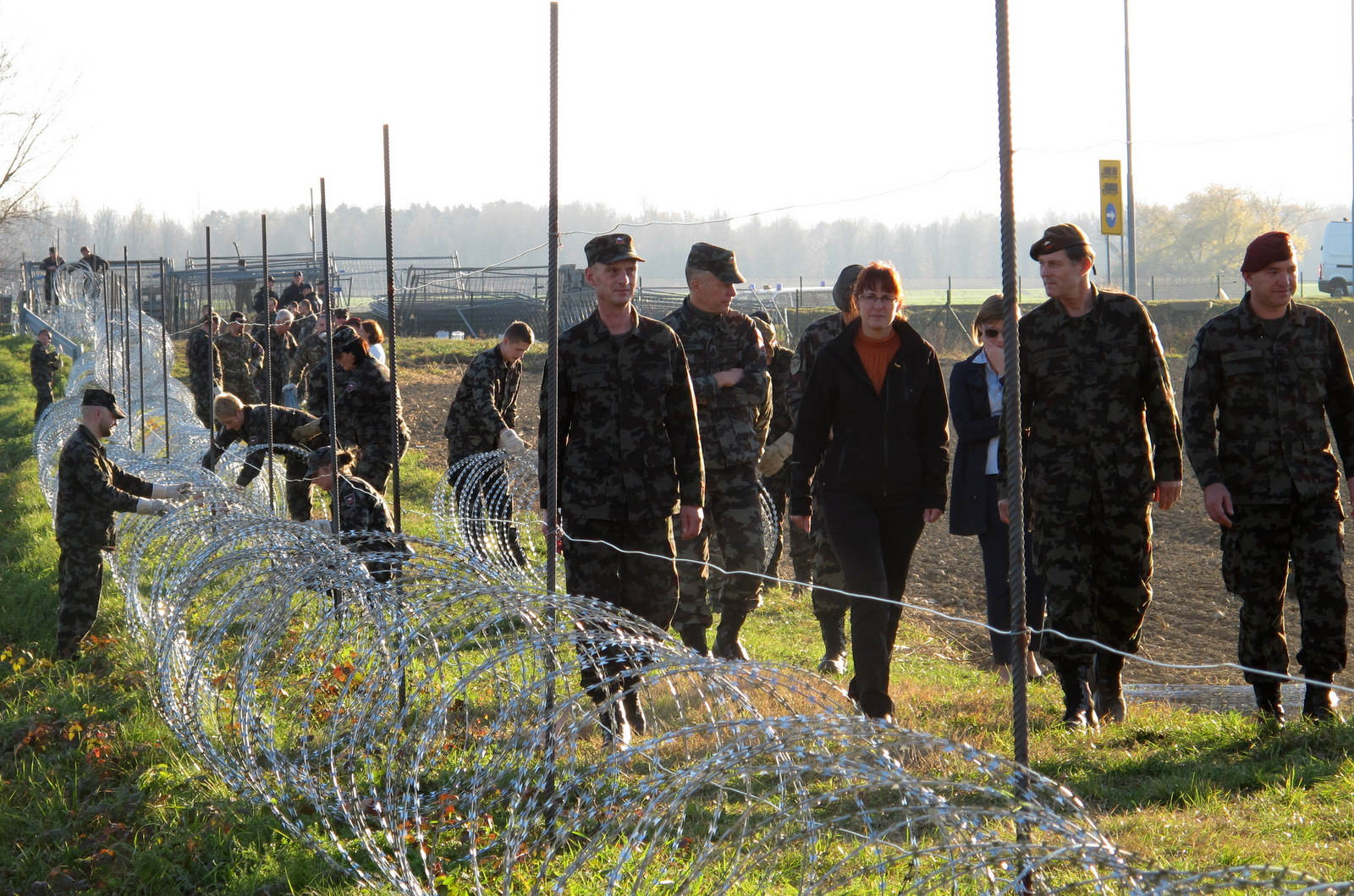
Výstavba plotu na slovinsko-chorvatské hranici

V souvislosti s tím, že se německá vláda rozhodla svůj vstřícný přístup k nově příchozím migrantům oslabit, začala slovinská armáda budovat pohraniční plot na společné hranici s Chorvatskem. Výstavba byla zahájena dne 11. listopadu v odpoledních hodinách. Plot, který slovinský premiér Miro Cerar označil za dočasné technické zábrany a měl sloužit k usměrnění proudu migrantů na vybrané hraniční přechody, měří po dokončení cca 80 km. Nedlouho po položení ostnatého drátu a prvních dočasných zátaras na místo položení plotu vyrazily jednotky chorvatské policie a ministerstva vnitra a plot na několika místech odstranily, protože se údajně nacházel na chorvatském území. Chorvatské ministerstvo vnitra a evropských záležitostí zaslalo protestní nótu do Lublaně a situace na hranici zůstala ještě téhož dne večer napjatá. Od poloviny října 2015, kdy byla hlavní migrační trasa přesměrována do Slovinska, do 10. listopadu téhož roku prošlo touto zemí přes 180 000 běženců.
Dne 13. listopadu začalo s výstavbou pohraničního plotu pro usměrnění migrantů v plánované délce jen necelé 4 kilometry také Rakousko. Na rozdíl od maďarského plotu, který chránil vnější hranici schengenského prostoru, rakouský "technický" plot vytvořil bariéru volnému pohybu uvnitř Evropské unie. Přesto se rakouské opatření nesetkalo s takovým protestem, jako dřívější opatření Maďarska.
V maltské metropoli La Valetta se mezitím uskutečnil mimořádný summit Evropské unie s cílem krizovou situaci řešit, zástupci členských států se již poněkolikáté shodli na nutnosti lepší ochrany vnější hranice Schengenského prostoru a fungující návratové politiky.
Poté, co klíčové západoevropské státy rozhodly, že přijmou pouze uprchlíky z válkou postižených zemí (Irák, Sýrie a Afghánistán) začaly na některých evropských hranicích vznikat krizové situace. Pod vlivem teroristických útoků, ke kterým došlo v Paříži v polovině listopadu 2015 se navíc nová polská vláda rozhodla odmítnout tzv. uprchlické kvóty. V druhé polovině listopadu začala na severomakedonsko-řeckých hranicích vznikat vypjatá situace, jelikož severomakedonské ozbrojené složky nechávaly procházet přes území státu jen Syřany, Iráčany a Afghánce. Dne 28. listopadu 2015 pak Severní Makedonie zahájila výstavbu pohraničního plotu na své jižní hranici s Řeckem. Výstavba bariéry vedla k dalšímu zvýšení koncentrace především ekonomických migrantů na řeckém území, což vedlo k opakovaným střetům s policií a nepokojům v následujících dnech.
V závěru listopadu začala migrační vlna slábnout, což bylo jednou z příčin sníženého počtu nově přicházejících běženců do Evropy oproti říjnu, kdy byl jejich počet rekordní. V listopadu 2015 připlulo do Evropy dle údajů OSN 155 000 imigrantů.